# 權在煥
權在煥（韓語：권재환，1970年12月10日—），原名權亨俊（韓語：권형준），韓國電視劇演員。

## 影視作品

### 電視劇
- 2002年：MBC《隨你心意做》飾演 禹燦碩
- 2004年：SBS《土地》飾演 韓福
- 2009年：SBS《爸爸，你的座位》飾演 李光哲
- 2012年：SBS《因為是你才喜歡》飾演 奇世南
- 2014年：SBS《你們被包圍了》飾演 金華善
- 2015年：SBS《六龍飛天》飾演 集市組織者
- 2017年：OCN《Voice》飾演 千尚弼
- 2018年：OCN《神的測驗：重啟》飾演 玄尚弼熟悉的男人
- 2019年：TV朝鮮《揀擇－女人們的戰爭》飾演 權益秀
- 2021年：SBS《Amor Fati－現在去愛吧》飾演 徐敏久
- 2021年：OCN《Voice 4》飾演 千尚弼
- 2022年：SBS《消防局旁的警察局》
- 2024年：Netflix《魷魚遊戲2 》飾演 #045

### 電影
- 2005年：《因為是男人，所以知道吧？》飾演 泰伍
- 2006年：《五種視線》飾演 泰伍
- 2007年：《我的父親》飾演 張民浩（年輕時期）
- 2009年：《作戰》飾演 金勝範
- 2009年：《葬禮成員》飾演 自習老師
- 2017年：《記憶之夜》飾演 派出所警察1
- 2019年：《狂暴記錄》飾演 文貴洙
- 2022年：《鳴叫》飾演 學洙

## 外部連結
- NAVER （页面存档备份，存于）